# Porroglossum muscosum
Porroglossum muscosum là một loài thực vật có hoa trong họ Lan. Loài này được (Rchb.f.) Schltr. miêu tả khoa học đầu tiên năm 1920.

## Hình ảnh

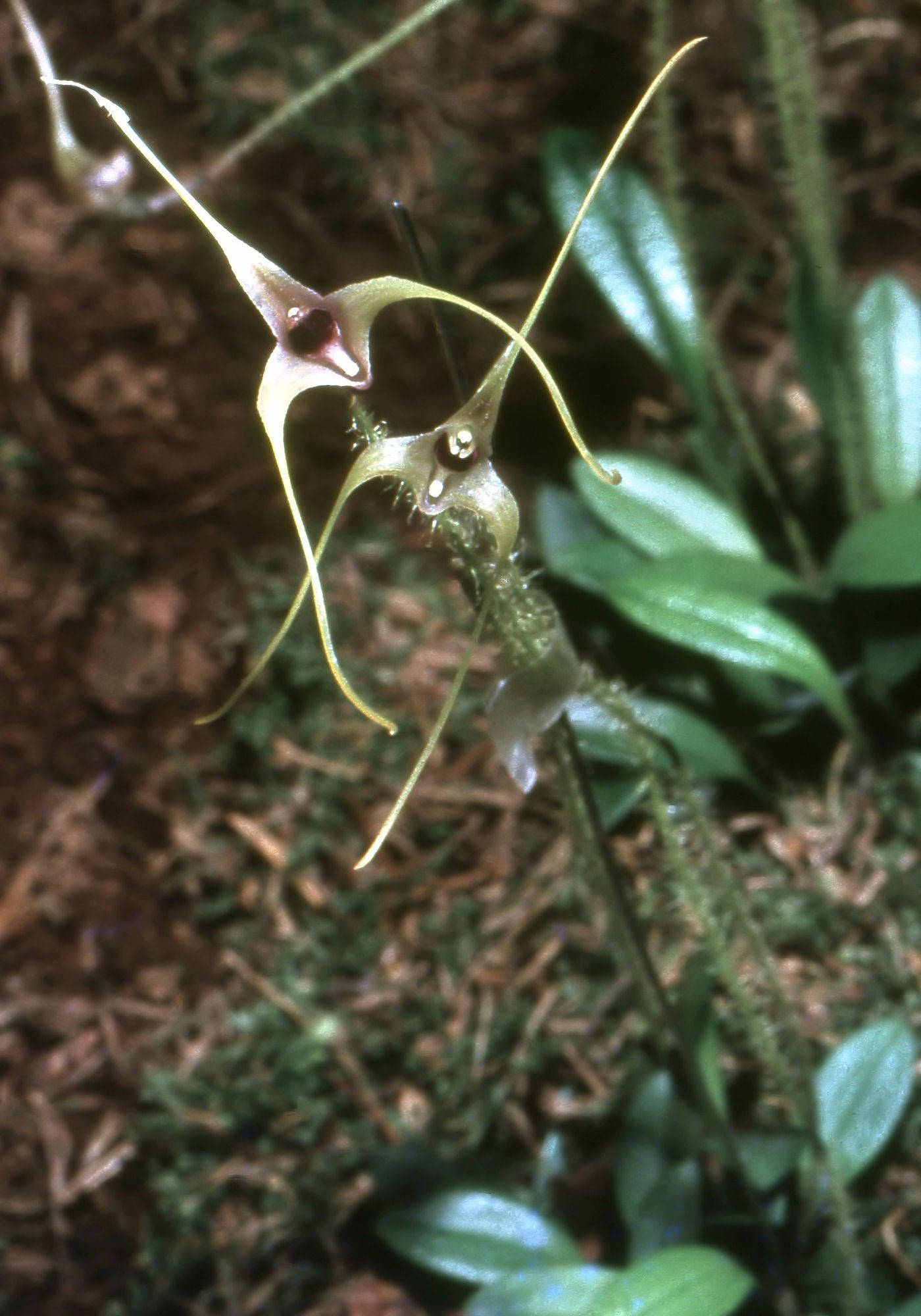
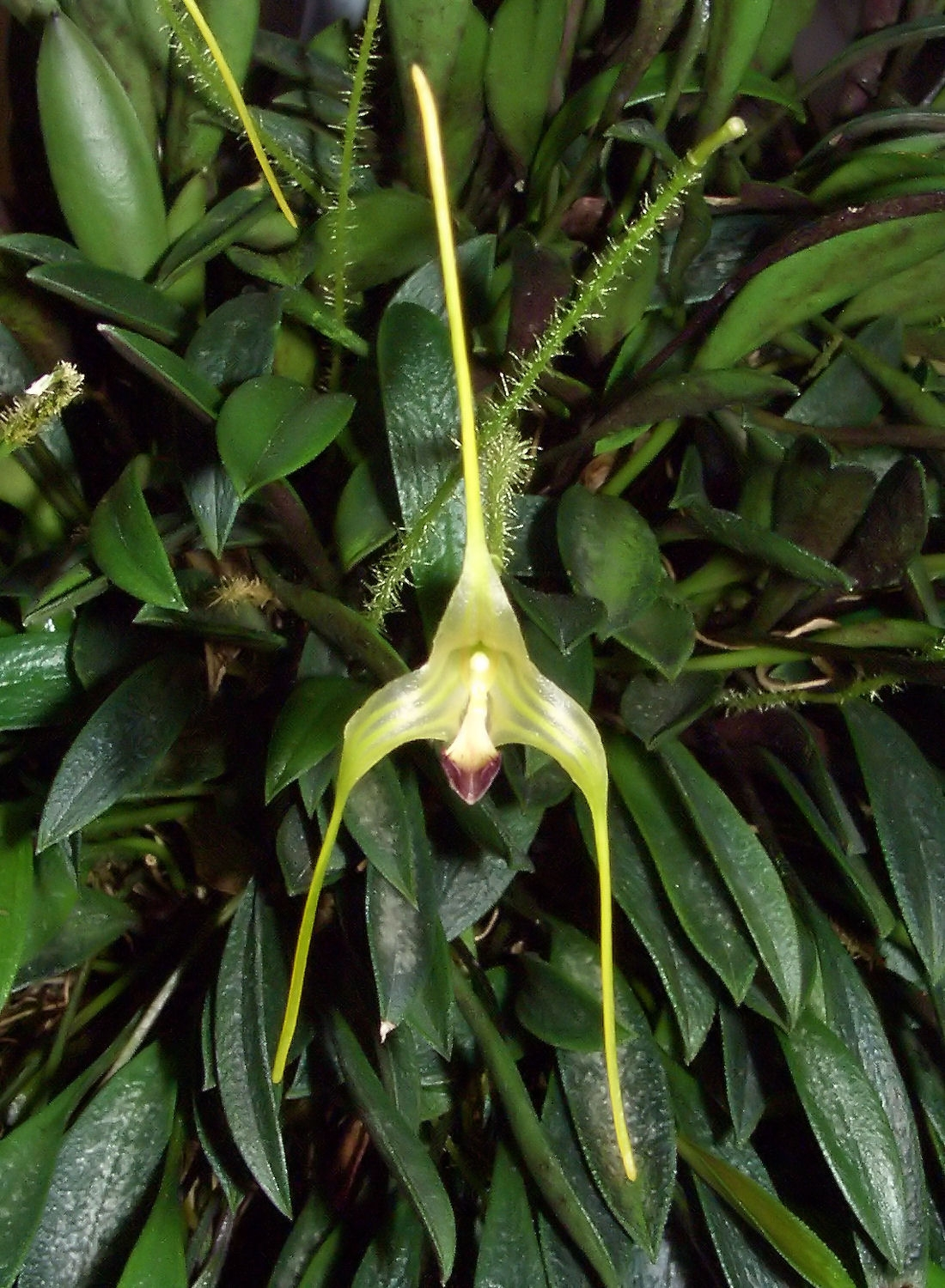
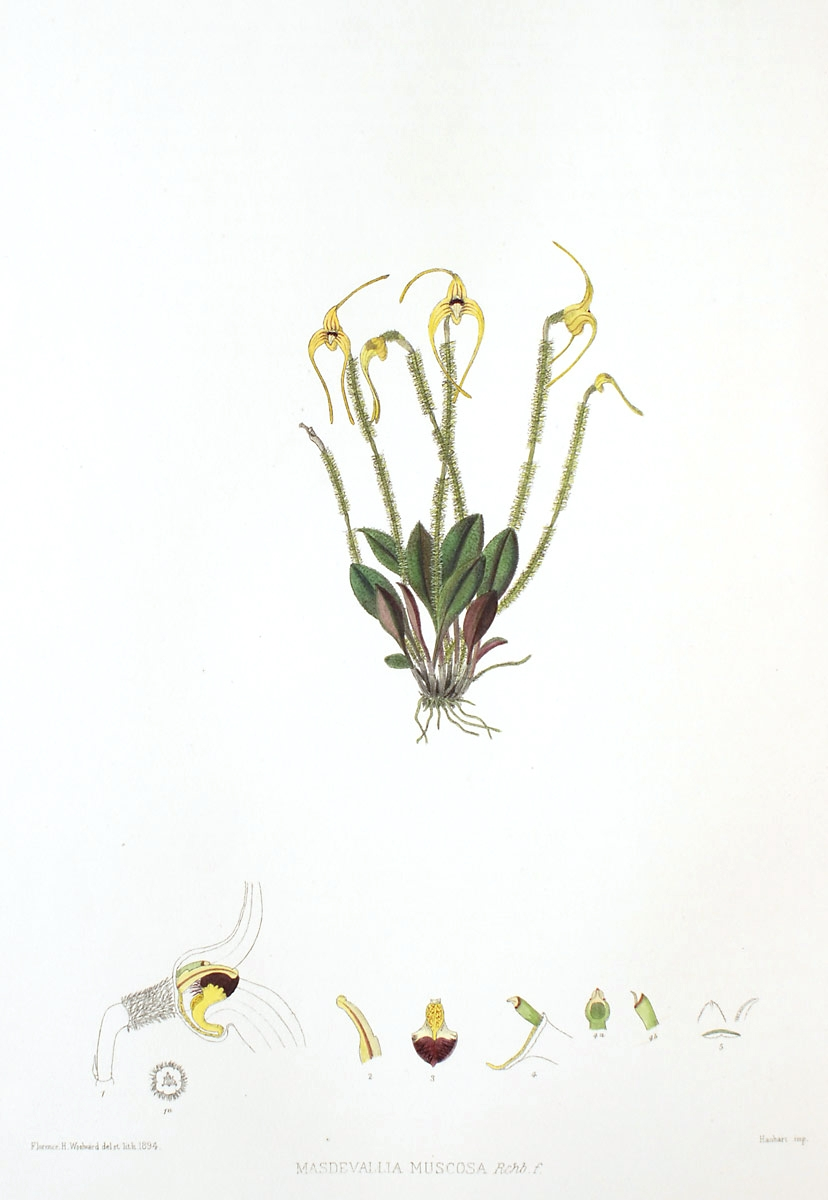